# Duchemin (Schauspieler)
Duchemin, eigentlich Jean-Pierre Chemin (* um 1674 in der Bretagne; † 15. November 1754 in Paris) war ein französischer Schauspieler und Notar.

## Leben
Duchemin war erst als Notar in Rennes tätig. Wie er nach Schweden kam, ist unbekannt, aber er verdingte sich dort zwischen 1699 und 1705 als Schauspieler. Die nächste bekannte Station war bereits 1717 bei der Comédie-Française, wo er anstelle des scheidenden Schauspielers Guérin d'Estriché engagiert wurde. Er spielte üblicherweise in Mantel- und Degen-Stücken, verkörperte aber auch, gleich als Debüt, den reichen, aber geizigen, Harpagon in Molières Stück Der Geizige. Im Jahr 1718 wurde Duchemin Sociétaire de la Comédie-Française und nahm erst 1741 seinen Bühnenabschied, mit der üblichen Pension von 1000 Livre. In seinen Rollen war er prägend für seine Zeit und sehr beliebt beim Publikum.
Von Privatleben Duchemins ist lediglich bekannt, dass er mit der Schauspielerin Gillette Boutelvier verheiratet war, die sich den Künstlernamen Mademoiselle Duchemin gegeben hatte. Diese wurde aber nur zum Gefallen ihres Mannes an der Comèdie engagiert und auch das mit Unterbrechung. Aus dieser Ehe gingen zwei bekannte Kinder hervor, ein Mädchen und ein Junge, der später ebenfalls als Duchemin, mit dem Namenszusatz der Jüngere, Schauspieler werden sollte.

## Rollen an der Comédie-Française (Auswahl)
- Harpagon in Der Geizige von Molière
- Graf in La Réconciliation normande von Charles Dufresny
- Hortensius in La Seconde Surprise de l'amour von Pierre Carlet de Marivaux
- Lisimon in Le Glorieux von Philippe Néricault Destouches
- Orgon in Le Consentement Force von Michel Guyot de Merville